# Space Rider
Space Rider (Space Reusable Integrated Demonstrator for Europe Return) är ett planerat obemannat rymdflygplan av lyftkroppstyp som syftar till att ge Europeiska rymdorganisationen (ESA) prisvärd och rutinmässig tillgång till rymden. Kontrakt för konstruktion av fordonet och markinfrastrukturen undertecknades i december 2020. Dess jungfrufärd är planerad till 2027.
Utvecklingen av Space Rider leds av det italienska programmet Program for Reusable In-orbit Demonstrator in Europe (PRIDE-programmet; sv: Program för återanvändbart fordon i omloppsbana från Europa) i samarbete med ESA. Det är en fortsättning på erfarenheterna av Intermediate Experimental Vehicle (IXV) som sköts upp den 11 februari 2015. Kostnaden för denna fas, inklusive bärraketen, är minst 36,7 miljoner USD. Vid ESA:s ministerråd i Sevilla i november 2019 godkändes utvecklingen av Space Rider av de deltagande medlemsländerna. Projektet tilldelades 195,73 miljoner euro.

## Historik
Europeiska rymdorganisationen har ett program som heter Future Launchers Preparatory Program (FLPP). I programmet gjordes en uppmaning att lämna in bidrag för ett återanvändbart rymdplan. Ett av bidragen kom från den italienska rymdorganisationen som presenterade sitt eget program för återanvändbar demonstrator i omloppsbana i Europa (PRIDE-programmet). Programmets syfte är att bygga vidare på föregångaren, Intermediate eXperimental Vehicle (IXV), och den resulterande Space Rider.
Finansieringen godkändes ursprungligen av ESA 2016. Projektet leds av det italienska flygforskningscentret Centro Italiano Ricerche Aerospaziali (CIRA). Thales Alenia Space och Lockheed Martin fick i uppdrag att ta fram en färdig design till 2019. I november 2017 godkände ESA finansiering till Thales Alenia Space och Avio för att bygga återinträdes- och servicemoduler. I slutet av november 2019 godkändes projektet fullt ut av ESA som till största delen kommer att finansieras av Italien. I december 2020 undertecknade ESA kontrakt med huvudentreprenörerna Thales Alenia Space och Avio för leverans av en flygmodell avSpace Rider. Huvudentreprenörerna leder i sin tur ett konsortium av mer än 20 europeiska företag verksamma inom rymdsektorn som ska hjälpa till att utveckla och bygga farkosten. Den italienska rymdorganisationen (ASI) tecknade därefter kontrakt med Virgin Galactic för en kastbanefärd ombord SpaceShipTwo för forskning relaterad till Space Rider. Space Riders första flygning är planerad till 2027.
I april 2018 släppte ESA en Announcement of Opportunity (AoO) att flyga små nyttolaster på Space Riders jungfruflyg. I juni 2019 gick projektet framåt mot Critical Design Review (CDR) i slutet av 2019. En omorganisation av projektet följde på ESA:s ministerråd som hölls 2019. För att komma till rätta med effekterna av den infördes en designöverbryggningsfas med fördjupad CDR av de förändrade systemen färdigställdes i början av 2023.
Efter att ha avslutat sin två månader långa jungfrufärd kommer Space Rider att återvända till jorden med nyttolasten stuvad i lastutrymmet. Kvalificeringsflygningen kommer att äga rum 2027 och följas av flera uppdrag för att demonstrera en rad kapaciteter och omloppsbanor innan projektet överlämnas till den privata sektorn.
2025 planerar ESA att privatisera Space Rider. Arianespace är en trolig operatör.

## Design
Space Rider-designen är baserad på teknologi som togs fram för Intermediate Experimental Vehicle som också ingick i även inom programmet PRIDE. Designteamet övervägde kompromisserna med att endast använda en lyftkropp och även använda valfria vingar eller vertikala fenor. 2017 beslutades att designen skulle optimera den interna volymen på Vega C-raketens kåpa, så dess aerodynamiska form kommer att vara en enkel lyftkropp som testats på föregångaren IXV. 3-axlig kontroll uppnås genom användning av bakre klaffar.
Space Rider kommer möjliggöra experiment i tyngdlöshet, såsom exponering av material för yttre rymden och validering av teknologier i omloppsbana, och utplacering av små satelliter.
Space Rider är designad för att skjutas upp med hjälp av Vega-C från Centre Spatial Guyanais.  Rymdfarkosten designas för att utföra upp till två månader långa uppdrag i låg omloppsbana runt jorden med upp till 600 kg last. Själva återinträdesmodulen är en testbädd för inträdesteknologier liksom föregångaren IXV var. Framtida förbättringar är planerade inklusive punkt-till-punkt-flyg och till och med rymdturism.

### Servicemodul
Space Riders servicemodul är en modifierad version av Vega-C AVUM+, som kommer att sätta tiden som kan tillbringas i omloppsbana med minst två månader innan Space Rider behöver återvända med sin last till jorden för att landa på marken. Servicemodulen kommer att tillhandahålla elkraft, attitydreglering och återinträdeskapacitet. Den kommer att separeras från rymdfarkosten strax innan atmosfäriskt återinträde.

### Landning

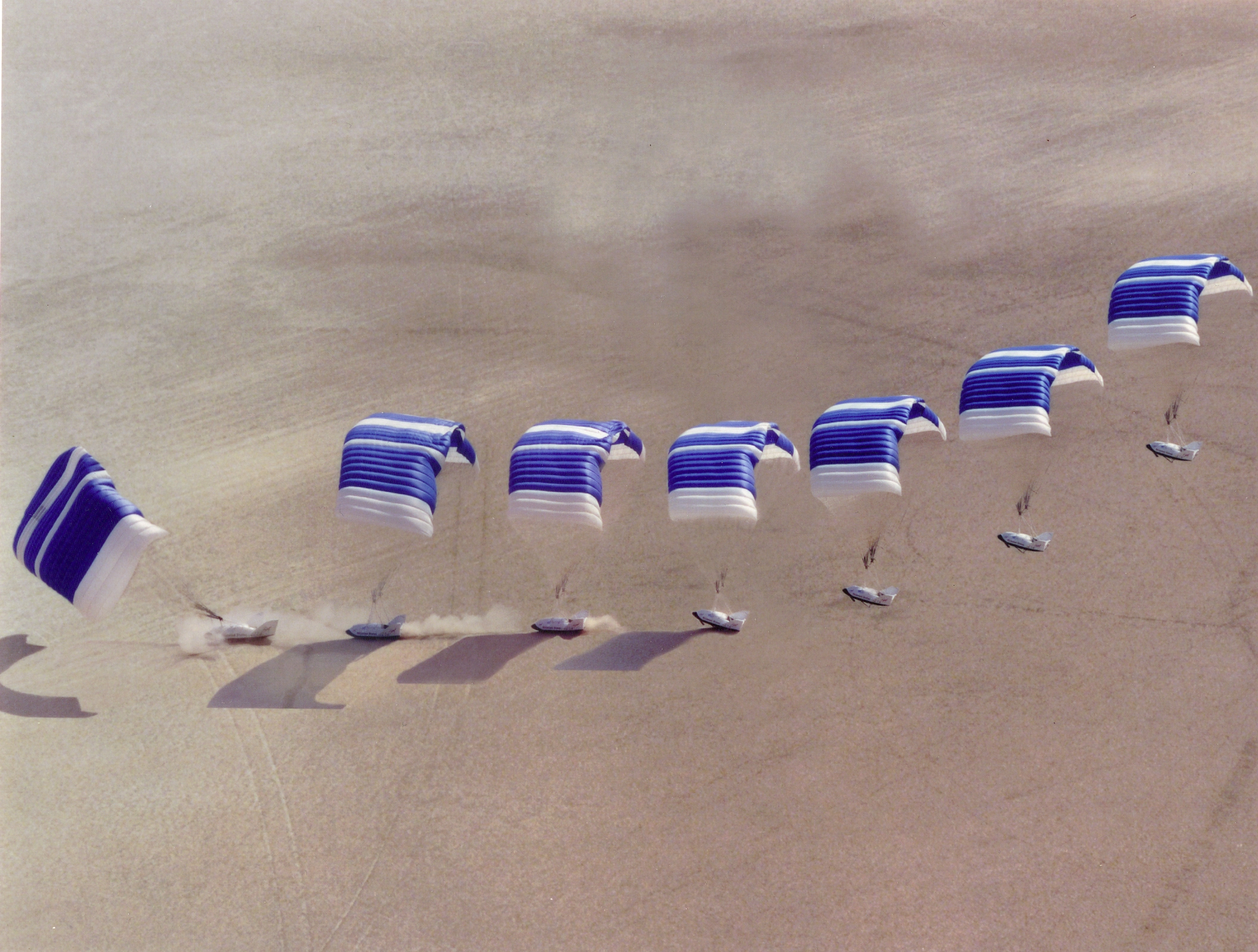
Space Rider kommer att använda en kontrollerbar fallskärm för landning, previs som NASA X-38 gjorde 1999.

Vid återinträde i atmosfären kommer lyftkroppen att bromsa upp rymdfarkosten till subsonisk hastighet (under mach 0,8). Sedan vecklas en eller två bromsskärmar ut vid cirka 15–12 km höjd för att bromsa den ytterligare, ner till mach 0,18 - 0,22. Sedan kommer en kontrollerbar fallskärm eller glidskärm vecklas ut och påbörja den kontrollerade nedstigningsfasen för en nästan horisontell landsättning (ca 35 m/s) utan hjul. Landningskonceptet liknar landningssystemet hos NASA X-38.
Tilltänkt huvudlandningsplats är Centre Spatial Guyanais. För banor med lutning >37° kan landningar även utföras på den portugisiska ön Santa Maria i ögruppen Azorerna.